# Henry Burgess
Pour les articles homonymes, voir Burgess.
Henry Burgess était un banquier journaliste et économiste anglais du XIXe siècle.

## Biographie
Henry Burgess était secrétaire de l’association des banquiers britanniques de province, fédérant les Country banks. Dès 1819, il est l’auteur d’un essai proposant un plan pour obtenir des communications plus rapides entre Londres et le reste de l'Angleterre. Il était aussi le principal rédacteur d'une publication périodique ayant pour titre Circular to bankers, un hebdomadaire.
Lors de son audition devant le comité parlementaires de 1832 de révision de la charte de la Banque d’Angleterre, au moment des consultations sur la charte de la banque, en 1832, qui précédèrent la loi du Bank Charter Act. Il fut interrogé en particulier sur les facteurs qui déterminent le montant des lettres de change en circulation. Il exprima des opinions qui ont été ultérieurement adoptées par Jones Loyd, un des économistes réputés de l’époque en matière de circulation. 
Cette conclusion fut adoptée, non pas seulement comme une hypothèse, mais comme un fait positif.
Les parlementaires lui demandèrent si en cas de baisse de l'émission des billets de banque, le montant total des lettres de change se trouverait aussi réduit, et dans quelle proportion. Il répondit que ce serait dans une proportion beaucoup plus grande. Il s’était basé sur les réponses à une étude chiffrée réalisée par l’association des banquiers britannique de province auprès de 122 banques représentant un tiers des établissements du pays.
En 1840, lorsque Samuel Jones-Loyd (1796 –1883), alias Lord Overstone, fut interrogé devant le comité d'enquête sur les banques de circulation, il reproduisit, dans ses notes, les faits admis par le comité de 1832 au sujet des lettres de change. 
Partisan actif du protectionnisme, Henry Burgess tenait à distinguer les intérêts des Country banks de ceux des millionnaires de la City de Londres, même si certains de ceux-ci comme Tom Baring le rejoignent sur le protectionnisme.
Dans son Circular to bankers, il a aussi analysé le rôle dominant des sources de financement du nord de l'Angleterre lors des premières années de la Railway mania. Ce rôle est décrit dans passage de l’édition du 6 novembre 1835, sous la plume d’Henry Burgess: « Il est remarquable que la confiance du public dans le système ferroviaire s’est établi pratiquement sans l’assistance du London Stock Exchange. Le soutien est venu quasi exclusivement des capitalistes et personnes fortunées des régions minières et manufacturières du nord de l’Angleterre ». Selon lui, le London Stock Exchange n’a commencé à jouer un rôle important que lors de l’introduction en Bourse du Birmingham and London Railway et du Grand Junction railway, respectivement en 1833 et 1835.